# 沃爾珀巴赫河
50°18′57.73″N 9°36′45.06″E / 50.3160361°N 9.6125167°E

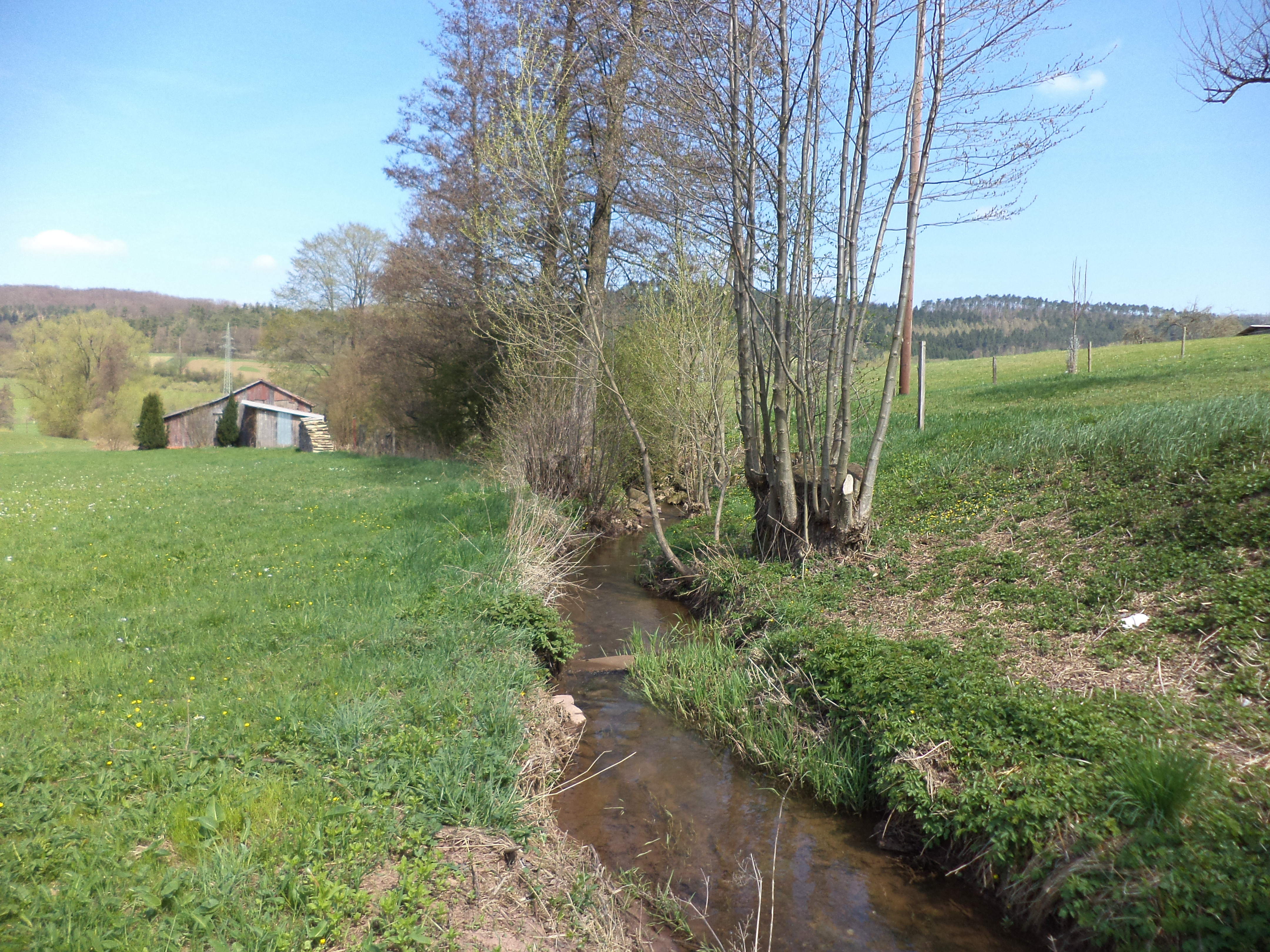
沃爾珀巴赫河

沃爾珀巴赫河（德語：Wolperbach），是德國的河流，位於該國中部，由黑森州負責管轄，屬於金齊希河的左支流，河道全長2.9公里，流域面積3.6平方公里。